# Hotel Grivița

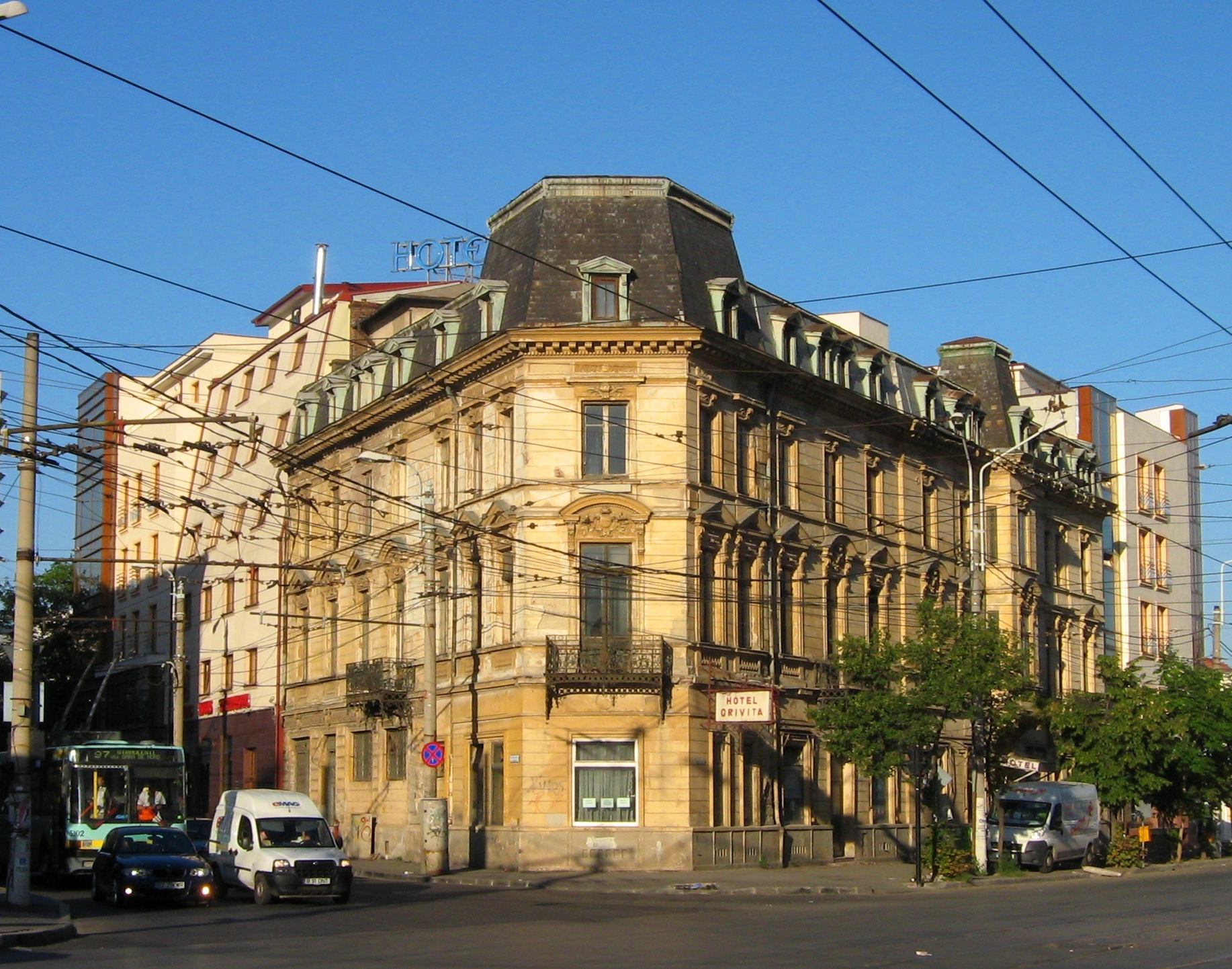
Hotel Grivița

Hotel Grivița, numit anterior Bratu, este unul dintre hotelurile cu tradiție din București.
Este situat în apropierea Gării de Nord pe Calea Griviței 130.
Pe 27 mai 2012 a fost cumpărat de omul de afaceri Dorin Cocoș, soțul omului politic Elena Udrea. Hotelul a fost renovat în totalitate și a fost deschis în anul 2014.
În cadrul hotelului există 30 de camere, un restaurant, un bar și recepție cu program nonstop.